# Amélie Ardiot
Amélie Ardiot (Parijs, 11 november 1971) is een Zwitserse schrijfster.

## Biografie
Amélie Ardiot behaalde een diploma in de natuurwetenschappen en studeerde milieubeheer aan de Technische Universiteit van Lausanne. Ze is lectrice voor de Bibliothèque sonore romande. In september 2007 kwam haar eerste boek uit, Kitsune, gevolgd door haar tweede boek Malinconia in 2012.
Ze woont in Lausanne.

## Werken
- (fr)  Kitsune, 2007.
- (fr)  Malinconia, 2012.